# Europalia Romania 2019

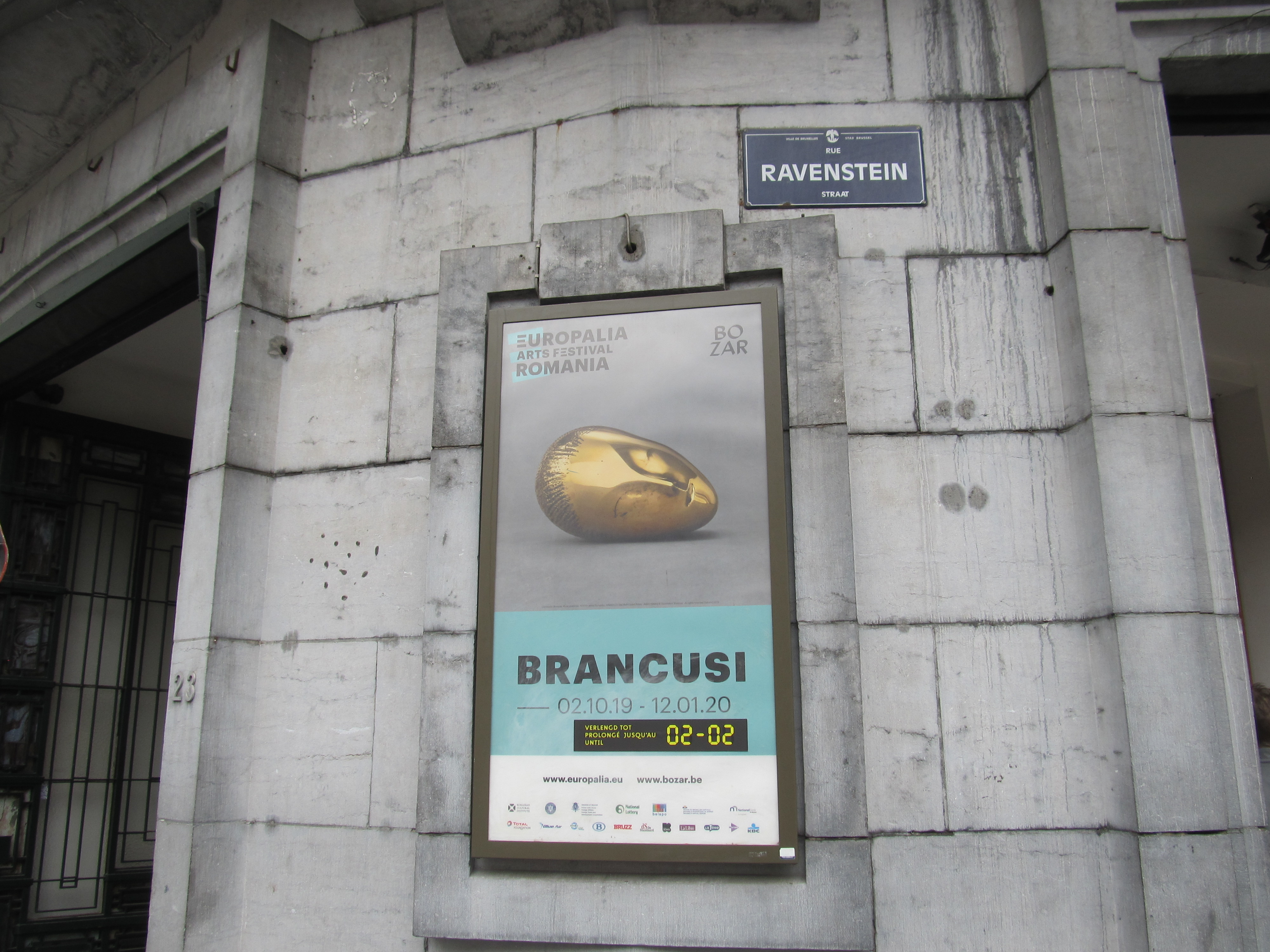
Afișul expoziției „Brancusi. Sublimation of Form.” de la BOZAR

Europalia Romania 2019, desfășurată între 2 octombrie 2019 și 2 decembrie 2020, a fost a 27-a ediție a festivalului internațional de artă Europalia, găzduit de Belgia începând din 1969 și organizat o dată la fiecare doi ani. Festivalul celebrează patrimoniul cultural al țării invitate, iar România a fost desemnată ca oaspete pe 4 octombrie 2016.

## Perioadă de desfășurare
Ediția Europalia Romania 2019 a fost programată a avea loc între 2 octombrie 2019 și 2 decembrie 2020, însă anumite evenimente culturale din cadrul festivalului au fost gândite să se desfășoare pe o perioadă mai îndelungată, unele inclusiv în luna aprilie 2020. Anunțată inițial a lua sfârșit pe 18 ianuarie 2020, expoziția „Brâncuși. Sublimation of Form” de la Muzeul de Arte Frumoase BOZAR din Bruxelles a fost prelungită până pe 2 februarie, „datorită marelui succes”.

## Evenimente culturale
În total, programul ediției a fost compus din circa 200 de evenimente expoziționale, teatrale, muzicale, cinematografice, gastronomice sau de altă natură, repartizate în peste 50 de amplasamente diferite, în diverse orașe din Belgia, printre care Bruxelles, Liège, Gent sau Tongeren. Alte evenimente culturale ale acestei ediții au fost organizate la Amsterdam sau Londra.

## Calendar
Un calendar complet al acțiunilor organizate în cadrul festivalului poate fi consultat pe site-ul web oficial al Europalia. În tabelul de mai jos sunt redate câteva evenimente mai semnificative:

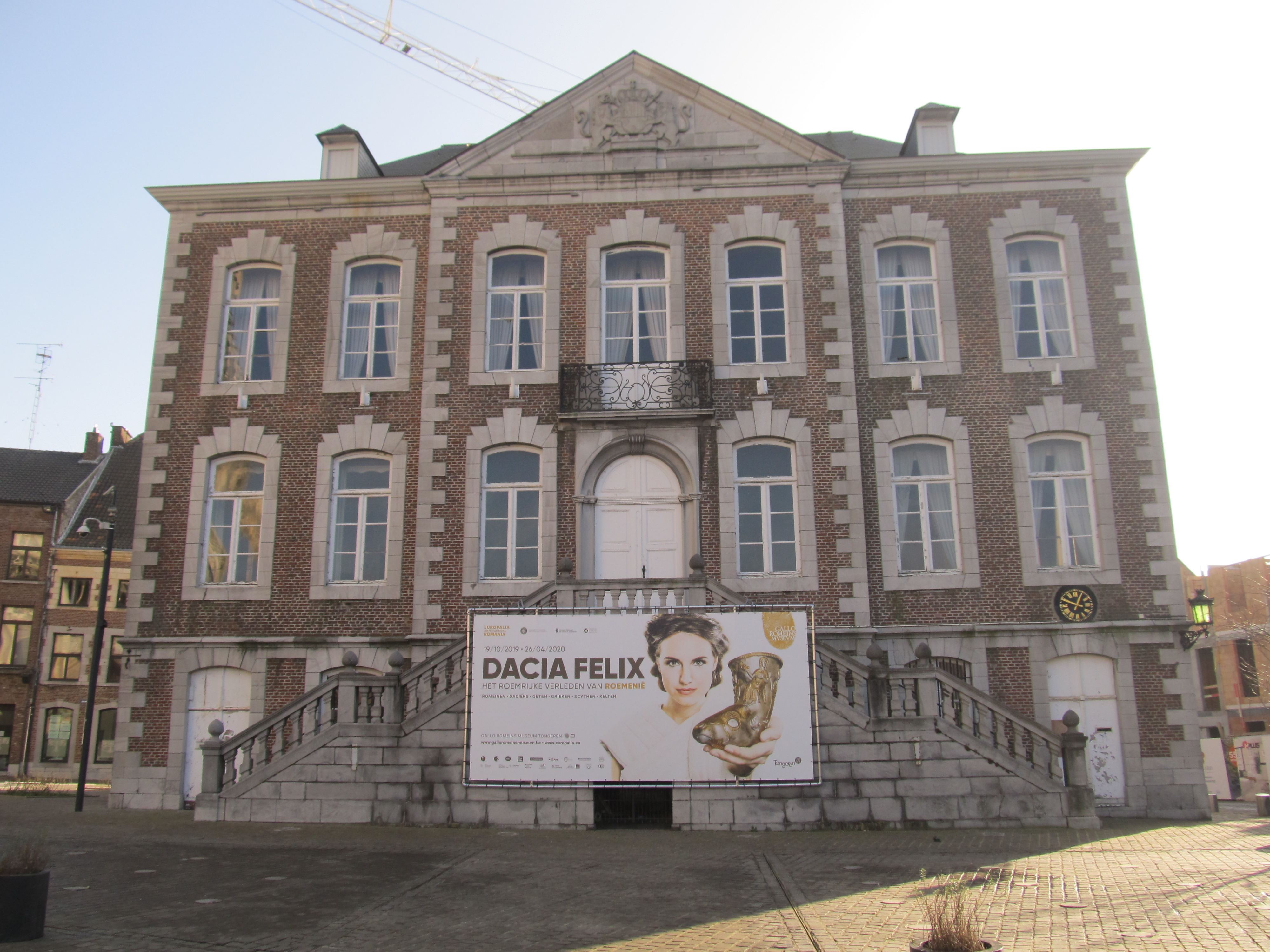
Afiș al expoziției de obiecte dacice de la Muzeul Galo-Roman din Tongeren, expus pe clădirea primăriei orașului.

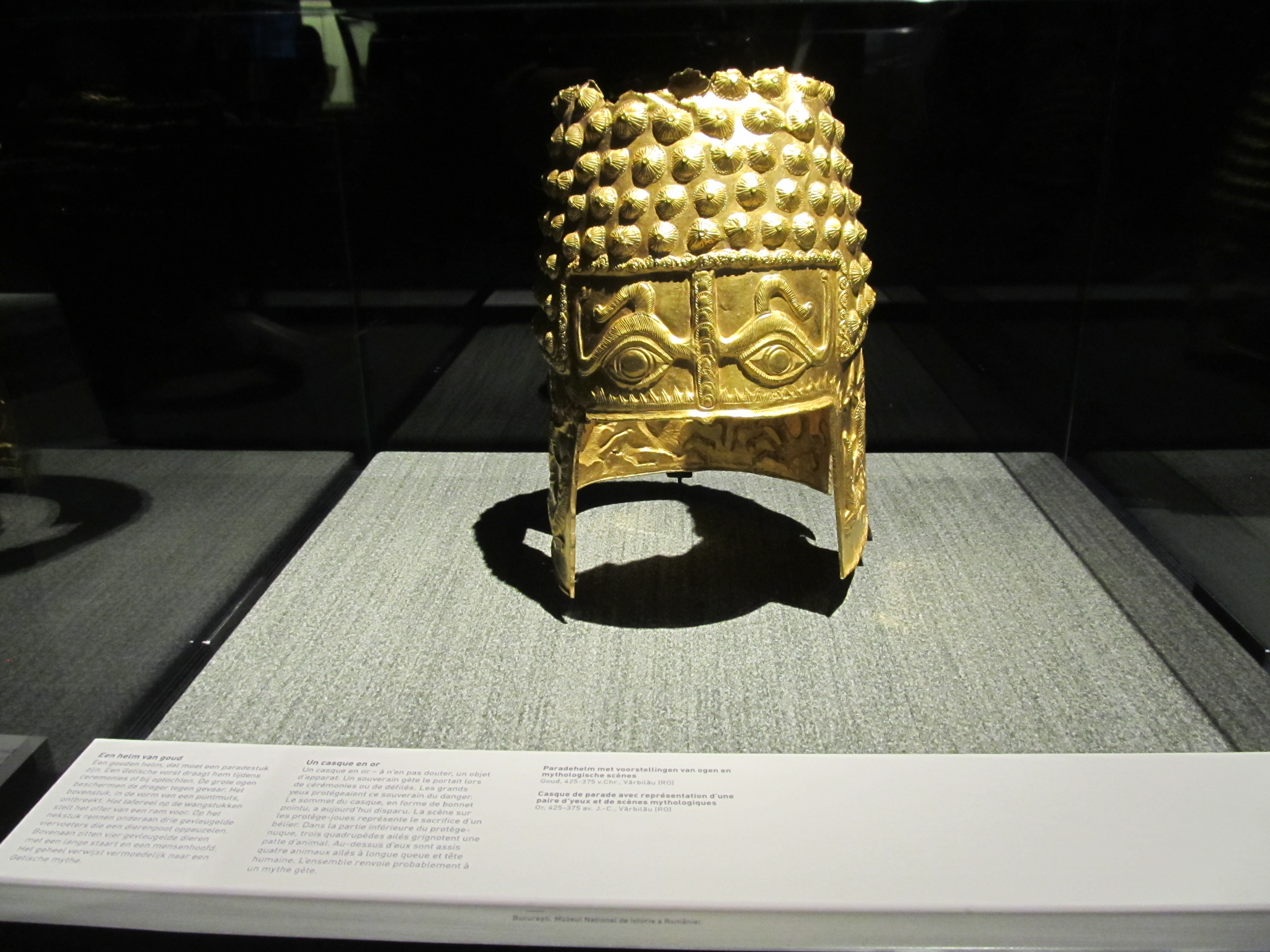
Coiful dacic de la Coțofenești expus la Muzeul Galo-Roman din Tongeren, în cadrul Europalia 2019.

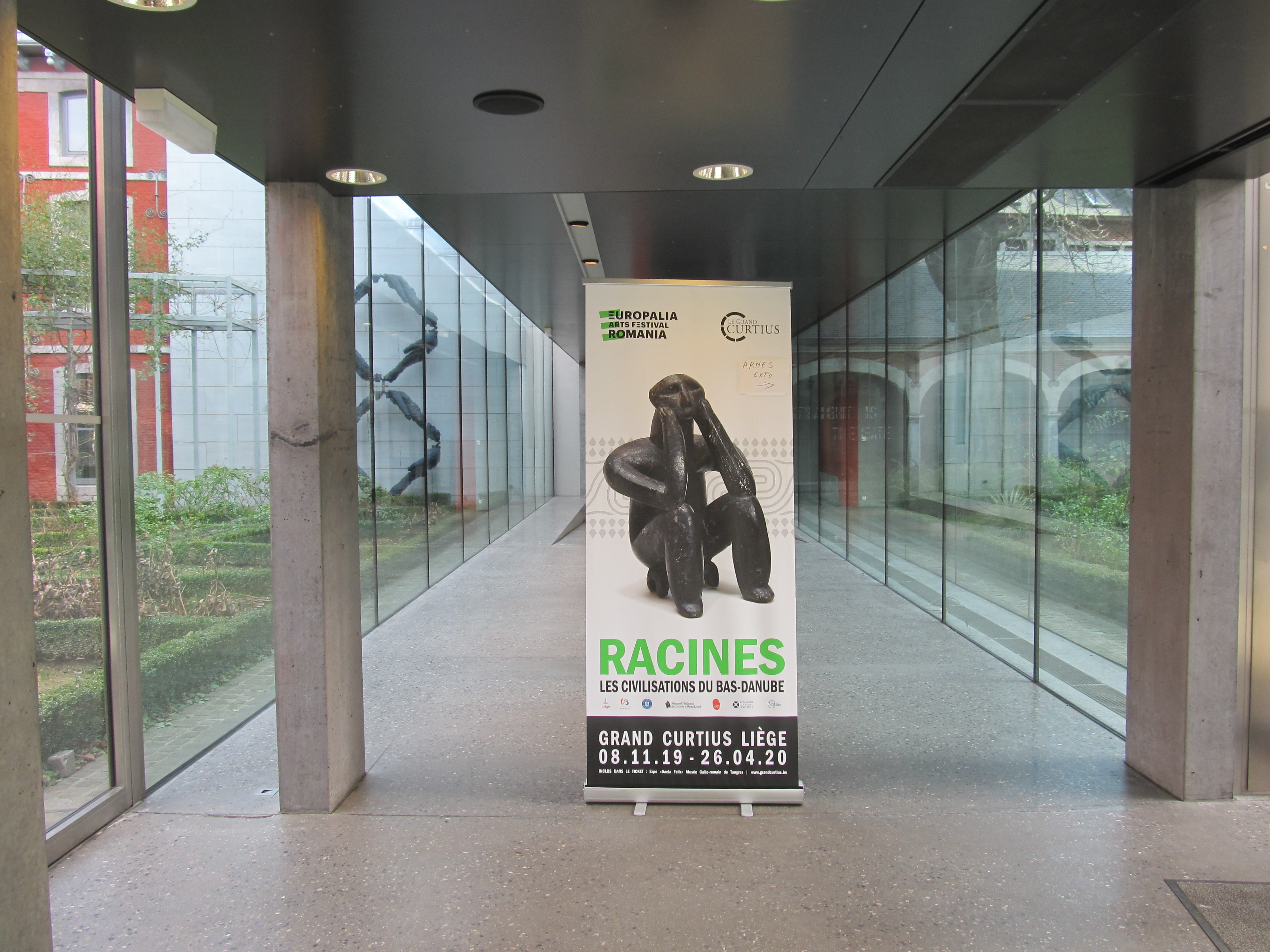
Afiș al expoziției „Rădăcini, civilizațiile Dunării de Jos”, la muzeul Grand Curtius din Liège.

| Eveniment                                                                                                 | Perioadă de desfășurare                                                                   | Locul desfășurării                                               | Oraș                                | Tipul evenimentului                              |
| --- | ----------------------------------------------------------------------------------------- | ---------------------------------------------------------------- | ----------------------------------- | ------------------------------------------------ |
| Brâncuși. Sublimarea formei.                                                                              | 2 octombrie 2019 – 2 februarie 2020                                                       | BOZAR                                                            | Bruxelles                           | Expoziție de sculptură și fotografie             |
| Mahala Rai Banda                                                                                          | 16 octombrie 2019 17 octombrie 2019 18 octombrie 2019 19 octombrie 2019 20 octombrie 2019 | CC De Borre CC De Ploter De Centrale CC De Warande CC Ter Vesten | Bierbeek Ternat Gent Anvers Beveren | Concert                                          |
| Dacia Felix — Trecutul glorios al României                                                                | 19 octombrie 2019 – 26 aprilie 2020                                                       | Muzeul Galo-Roman                                                | Tongeren                            | Expoziție muzeală                                |
| Electrecord – România în coperte de discuri                                                               | 26 octombrie 2019 – 20 noiembrie 2019                                                     | Muntpunt                                                         | Bruxelles                           | Expoziție                                        |
| Ada Milea & Balanescu Quartet Ada Milea & Balanescu Quartet Balanescu Quartet                             | 30 octombrie 2019 31 octombrie 2019 1 noiembrie 2019                                      | Rich Mix Muzikantenhuis Le Senghor                               | Londra Gent Etterbeek               | Concert                                          |
| Rădăcini — Civilizațiile Dunării de Jos                                                                   | 8 noiembrie 2019 – 26 aprilie 2020                                                        | Grand Curtius                                                    | Liège                               | Expoziție muzeală                                |
| Ionică Minune Band                                                                                        | 8 noiembrie 2019                                                                          | Théâtre Molière                                                  | Ixelles                             | Concert                                          |
| Angela Gheorghiu & Alexandra Dariescu                                                                     | 15 noiembrie 2019                                                                         | BOZAR                                                            | Bruxelles                           | Concert                                          |
| Marele jaf comunist                                                                                       | 18 noiembrie 2019                                                                         | Cultuurcentrum                                                   | Strombeek-Bever                     | Proiecție de film                                |
| Fanfare Ciocărlia & Taraf de Impex                                                                        | 20 noiembrie 2019 21 noiembrie 2019                                                       | Electric Brixton Ancienne Belgique                               | Londra Bruxelles                    | Concert                                          |
| Maria Răducanu Quintet                                                                                    | 22 noiembrie 2019 23 noiembrie 2019 24 noiembrie 2019                                     | St. John's Church Leytonstone Le 140 Handelsbeurs Concertzaal    | Londra Schaerbeek Gent              | Concert                                          |
| Karpov not Kasparov                                                                                       | 28 noiembrie 2019                                                                         | Ancienne Belgique                                                | Bruxelles                           | Concert                                          |
| Gherasim Luca, lipsa motivului de a fi                                                                    | 5 decembrie 2019 17 decembrie 2019                                                        | Musée L Muzeul Regal de Arte Frumoase                            | Louvain-la-Neuve Bruxelles          | Colocviu                                         |
| Lucian Pintilie — Reconstituirea (1969)                                                                   | 6 decembrie 2019 9–18 ianuarie 2020                                                       | CINEMATEK Eye Filmmuseum                                         | Bruxelles Amsterdam                 | Conferință + proiecție de film Proiecție de film |
| Noul cinema românesc (Tradiții în cinematografia mondială)                                                | 7 decembrie 2019                                                                          | CINEMATEK                                                        | Bruxelles                           | Colocviu                                         |
| Alexander Nanau — Toto și surorile lui (2014)                                                             | 9 decembrie 2019                                                                          | Cultuurcentrum                                                   | Strombeek-Bever                     | Proiecție de film                                |
| Jean Georgescu — Directorul nostru (1955)                                                                 | 13 decembrie 2019                                                                         | CINEMATEK                                                        | Bruxelles                           | Proiecție de film                                |
| Teatrul Național Cluj-Napoca – Despre senzația de elasticitate când pășim peste cadavre                   | 13 decembrie 2019                                                                         | Théâtre de Liège                                                 | Liège                               | Spectacol de teatru                              |
| Întâlnire cu Mircea Cărtărescu                                                                            | 19 decembrie 2019                                                                         | Huis van Herman Teirlinck                                        | Beersel                             | Discuții                                         |
| Lucian Pintilie — De ce trag clopotele, Mitică? (1981)                                                    | 20 decembrie 2019                                                                         | CINEMATEK                                                        | Bruxelles                           | Proiecție de film                                |
| Sergiu Nicolaescu — Nemuritorii (1974)                                                                    | 5 ianuarie 2020                                                                           | CINEMATEK                                                        | Bruxelles                           | Proiecție de film                                |
| Cristian Mungiu — 4 luni, 3 săptămâni și 2 zile (2007)                                                    | 8–13 ianuarie 2020                                                                        | Eye Filmmuseum                                                   | Amsterdam                           | Proiecție de film                                |
| Mircea Daneliuc — Probă de microfon (1980)                                                                | 11 ianuarie 2020 15–20 ianuarie 2020                                                      | CINEMATEK Eye Filmmuseum                                         | Bruxelles Amsterdam                 | Proiecție de film                                |
| Radu Jude — Aferim! (2015)                                                                                | 11 ianuarie 2020 14 ianuarie 2020                                                         | Eye Filmmuseum BOZAR                                             | Amsterdam Bruxelles                 | Proiecție de film Conferință + proiecție de film |
| Vederi încântătoare — Proiectarea și arhitectura turismului românesc la Marea Neagră din anii 1960 și ’70 | 17 ianuarie – 8 martie 2020                                                               | CIVA                                                             | Ixelles                             | Expoziție de fotografii și machete               |
| Mircea Daneliuc — Patul conjugal (1993)                                                                   | 28 ianuarie 2020                                                                          | CINEMATEK                                                        | Bruxelles                           | Proiecție de film                                |
| Poezie și gastronomie în compania poetului Mircea Dinescu                                                 | 1 februarie 2020                                                                          | Huis van Herman Teirlinck                                        | Beersel                             | Poezie și gastronomie                            |
| Thomas Ciulei — Asta e (2001)                                                                             | 1 februarie 2020                                                                          | CINEMATEK                                                        | Bruxelles                           | Proiecție de film                                |
| Liviu Ciulei — Erupția (1957)                                                                             | 1 februarie 2020                                                                          | CINEMATEK                                                        | Bruxelles                           | Proiecție de film                                |
| Ion Popescu-Gopo — S-a furat o bombă (1961)                                                               | 2 februarie 2020                                                                          | CINEMATEK                                                        | Bruxelles                           | Proiecție de film                                |